# Leichtathletik-Weltmeisterschaften 2011/Teilnehmer (Armenien)
| Gelbes Symbol für Goldmedaillen mit stilisierten Olympischen Ringen | Graues Symbol für Silbermedaillen mit stilisierten Olympischen Ringen | Braundes Symbol für Bronzemedaillen mit stilisierten Olympischen Ringen |
| ------------------------------------------------------------------- | --------------------------------------------------------------------- | ----------------------------------------------------------------------- |
| —                                                                   | —                                                                     | —                                                                       |

Der Leichtathletik-Verband Armeniens stellte bei den Leichtathletik-Weltmeisterschaften 2011 im koreanischen Daegu zwei Teilnehmer.

## Ergebnisse

### Männer

#### Laufdisziplinen
| Athlet            | Disziplin | Vorlauf        | Vorlauf | Halbfinale    | Halbfinale    | Finale        | Finale        |
| Athlet            | Disziplin | Zeit           | Platz   | Zeit          | Platz         | Zeit          | Platz         |
| ----------------- | --------- | -------------- | ------- | ------------- | ------------- | ------------- | ------------- |
| Ashot Hayrapetyan | 800 m     | 1:50,09 min PB | 36      | ausgeschieden | ausgeschieden | ausgeschieden | ausgeschieden |

### Frauen

#### Laufdisziplinen
| Athletin         | Disziplin    | Vorlauf | Vorlauf | Halbfinale    | Halbfinale    | Finale        | Finale        |
| Athletin         | Disziplin    | Zeit    | Platz   | Zeit          | Platz         | Zeit          | Platz         |
| ---------------- | ------------ | ------- | ------- | ------------- | ------------- | ------------- | ------------- |
| Amalja Scharojan | 400 m Hürden | 58,54 s | 32      | ausgeschieden | ausgeschieden | ausgeschieden | ausgeschieden |